# BBC Radio 1 Live in Concert
BBC Radio 1 Live in Concert es el sexto álbum en vivo, con grabaciones realizadas en la BBC Radio 1, lanzado en 1996 por el grupo de rock progresivo Jethro Tull.

## Lista de temas
| #   | Título                                       | Autor                           | Interpretaciones | Tiempo |
| --- | -------------------------------------------- | ------------------------------- | ---------------- | ------ |
| 1.  | "Minstrel in the Gallery / "Cross-Eyed Mary" | (Ian Anderson)                  |                  | 4:08   |
| 2.  | "This Is Not Love"                           | (Ian Anderson)                  |                  | 5:04   |
| 3.  | "Rocks on the Road"                          | (Ian Anderson)                  |                  | 6:41   |
| 4.  | "Heavy Horses                                | (Ian Anderson)                  |                  | 9:20   |
| 5.  | "Tall Thin Girl"                             | (Ian Anderson)                  |                  | 3:40   |
| 6.  | "Still Loving You"                           | (Ian Anderson)                  |                  | 4:43   |
| 7.  | "Thick as a Brick"                           | (Ian Anderson / Gerald Bostock) |                  | 7:48   |
| 8.  | "A New Day Yesterday"                        | (Ian Anderson)                  |                  | 5:50   |
| 9.  | "Blues Jam"                                  | (Ian Anderson)                  |                  | 3:16   |
| 10. | "Jump Start"                                 | (Ian Anderson)                  |                  | 6:56   |